# الوكلاتة
الوكلاتة (بالفارسية: الوکلاته) هي قرية تقع في غلستان في إيران. يقدر عدد سكانها بـ 2,291 نسمة .